# Seznam športnikov
Seznam športnikov je krovni seznam.

## Seznami po športu
- seznam atletov
- seznam biatloncev
- seznam boksarjev
- seznam jadralcev
- seznam judoistov
- seznam kajakašev
- seznam kanuistov
- seznam karateistov
- seznam kolesarjev
- seznam košarkarjev
- seznam nogometašev
- seznam odbojkarjev
- seznam plavalcev
- seznam rokometašev
- seznam smučarjev
- seznam smučarskih skakalcev
- seznam smučarskih tekačev
- seznam šahistov
- seznam telovadcev
- seznam tenisačev

## Seznami po narodnosti
- seznam ameriških športnikov
- seznam belgijskih športnikov
- seznam brazilskih športnikov
- seznam finskih športnikov
- seznam francoskih športnikov
- seznam hrvaških športnikov
- seznam italijanskih športnikov
- seznam kanadskih športnikov
- seznam nemških športnikov
- seznam ruskih športnikov
- seznam slovenskih športnikov
- seznam španskih športnikov